# Sankt Kanzian am Klopeiner See
Sankt Kanzian am Klopeiner See  (slovinsky Škocjan v Podjuni)) je obec v rakouské spolkové zemi Korutany, východně od Klagenfurtu, v okresu Völkermarkt. V obci bydlí asi 4500 obyvatel.

## Geografie

### Poloha obce
Sankt Kanzian leží v údolí Jauntal, jižně od přehradní nádrže Völkermarkter Stausee, asi sedm kilometrů od centra okresního města Völkermarkt. K území obce patří jezera Klopeiner See, Turnersee, Kleinsee a hora Georgiberg.

### Části obce
Obec je tvořena sedmi katastrálními územími Grabelsdorf (Grabalja vas), Lauchenholz (Gluhi les), St. Kanzian (Škocjan), St. Marxen (Šmarkež), St. Veit im Jauntal (Šentvid v Podjuni), Srejach (Sreje) a Stein (Kamen).
Obec se skládá z následující 37 částí (v závorce používané slovinské varianty) (počet obyvatel dle sčítání v roce 2011):
| - Brenndorf (Goreča vas) (53) - Duell (Dole) (16) - Grabelsdorf (Grabalja vas) (160) - Horzach I (Horce pri Škocjanu) (53) - Horzach II (Horce pri Šentvidu) (43) - Kleindorf I (Mala vas pri Škocjanu) (27) - Kleindorf II (Mala vas pri Kamnu) (48) - Klopein (Klopinj) (268) - Lanzendorf (Lancova) (21) - Lauchenholz (Gluhi les) (74) - Littermoos (Zablate) (48) - Mökriach (Mokrije) (40) - Nageltschach (Nagelče) (131) | - Oberburg (Zgornji Podgrad) (9) - Obersammelsdorf (Žamanje) (86) - Oberseidendorf (Zgornji Ždinja vas) (30) - Peratschitzen (Peračija) (111) - Piskertschach (Piskrče) (39) - Saager (Zagorje) (13) - Sankt Kanzian am Klopeiner See (Škocijan v Podjuni) (378) - Sankt Lorenzen (Šentlovrenc) (66) - Sankt Marxen (Šmarkež) (71) - Sankt Primus (Šentprimož) (167) - Sankt Veit im Jauntal (Šentvid v Podjuni) (186) - Schreckendorf (Straša vas) (79) | - Seelach (Selo) (293) - Seidendorf (Ždinja vas) (48) - Sertschach (Srče) (114) - Srejach (Sreje) (179) - Stein im Jauntal (Kamen v Podjuni) (253) - Steinerberg (Kamenska Gora) (47) - Unterburg (Spodnji Podgrad) (363) - Unternarrach (Spodnje Vinare) (65) - Untersammelsdorf (Samožna vas) (36) - Vesielach (Vesele) (74) - Wasserhofen (Žirovnica) (592) - Weitendorf (Betinja vas) (83) |

## Obyvatelstvo
Podle statistiky z roku 2001 měla obec 4297 obyvatel, z nichž 94,4 % byli Rakušané, 1,9 % Bosňáci a 1,1 % Němci. Celkem 12,8 % obyvatel jsou korutanští Slovinci.
Celkem 94 % populace se hlásí k římským katolíkům a 1,1 % k evangelíkům a 2,8 % je bez vyznání.

## Politika

### Obecní rada
Obecní rada má 23 členů a je strukturována po komunálních volbách v roce 2015 takto:
- Sociálnědemokratická strana Rakouska - 13
- Rakouská lidová strana - 6
- Enotna Lista - 3
- Svobodná strana Rakouska - 1

Starostou, který je volený přímo, je Thomas Krainz (Sociálnědemokratická strana).